# NGC 301
NGC 301 je galaksija u zviježđu Kit.

## Vanjske poveznice
- SEDS: NGC 301